# Hans Voralberg
Hans Voralberg (Valadiléne, 9 febbraio 1920), è un personaggio immaginario della serie di videogiochi Syberia. È apparso in Syberia e Syberia II. È un uomo anziano; ha capelli bianchi e indossa sempre cappotto e pantaloni in lana verde. È stato inoltre il proprietario della fabbrica Voralberg, dopo la morte di sua sorella Anna, anche se per pochi giorni e anche a sua insaputa. Ha poi ceduto tutto alla Toy's Universal Company, cliente dello studio legale di Kate.

## Vita
Nato nel Febbraio del 1920 a Valadiléne, all'età di 12 anni (come rivelato in una registrazione su cilindro ritrovata da Kate Walker, e secondo il diario di Anna Voralberg), ebbe un incidente in una grotta. Hans, vedendo una bambola di mammuth su una sporgenza rocciosa, cercò di prenderla, ma cadde nel tentativo. Cadde in coma per una settimana, ma al risveglio non fu più lo stesso. Il comportamento era quello di un bambino, ma iniziò però molto presto a manifestare doti prodigiose nella costruzione di meccanismi complessi. All’età di 19 anni però, andò a studiare paleontologia all’Università di Barrockstadt, abbandonando la fabbrica di famiglia; il suo argomento preferito erano i mammuth. Allora il padre decise di inscenare la sua morte piuttosto che accettare l’idea che il figlio lo avesse lasciato. Secondo una lettera di Anna, (un paio di mesi prima della sua morte) Hans le mandò una lettera con il timbro della Siberia, presumendo che si trovi ancora lì.
Infatti, Kate Walker, avvocatessa statunitense, riuscirà a trovare Voralberg ad Aralbad, un paese della Siberia. Durante il viaggio, ha scoperto che Hans ha costruito grandi meraviglie meccaniche, come gli automi violinisti all'università di Barrockstadt, o un grande automa-statua a Komkolgrazd, oppure James, servo della cantante russa Helena Romansky. È lo stesso Hans che ha progettato Oscar (la sua costruzione è stata portata avanti nella fabbrica Voralberg a cura della sorella) e la locomotiva di cui è macchinista, che lo porteranno a Syberia.
È proprio lui che farà cambiare idea a Kate: invece che riportare allo studio di avvocati per cui lavora il contratto di vendita firmato da Hans, lo aiuterà a raggiungere l'isola di Syberia, su cui si trovano gli ultimi mammuth viventi.